# Aeropuerto de Colville Lake
El Aeropuerto de Colville Lake  (del inglés: Colville Lake  Airport) (IATA: YCK, FAA LID: CEB3) está ubicado cercano a Colville Lake, Territorios del Noroeste, Canadá. 

## Aerolíneas y destinos
- North-Wright Airways
  - Fort Good Hope / Aeropuerto de Fort Good Hope